# Bruno Kittel
Bruno Kittel (1922 – 1945) è stato un militare austriaco, funzionario nazista nelle SS, supervisionò la liquidazione del ghetto di Vilnius nel settembre 1943 divenendo noto per la sua cinica crudeltà. Scomparve dopo la guerra.

## Biografia

### Primi anni di vita
Kittel si diplomò in una scuola di teatro, lavorò come attore e cantante: suonava il sassofono e il pianoforte; la domenica suonava per Radio Vilnius.

### Carriera SS
Kittel si unì alle SS raggiungendo il grado di Oberscharführer. Prima della nomina a Vilnius, lavorò presso il Commissariato generale per gli affari ebraici in Francia e a Riga.
Kittel fu trasferito a Vilnius nella Lituania occupata nel giugno 1943. Sostituì Martin Weiss e Franz Murer. Supervisionò il massacro degli ebrei di Kena e Bezdonys nei giorni 8 e 9 luglio: mentre Kittel si rivolse agli ebrei riuniti all'interno di un grande edificio promettendo loro cibo migliore e sicurezza di un buon lavoro, i collaboratori lituani isolarono l'edificio e, una volta finito il discorso, diedero fuoco all'edificio sparando a chiunque cercasse di scappare. Circa 240 ebrei furono uccisi a Kena e 300-350 a Bezdonys. A Bezdonys offrì una sigaretta a un barbiere ebreo che gli aveva appena fatto la barba e gli chiese se aveva bisogno di una luce: alla risposta affermativa del barbiere, Kittel gli diede la luce sparandogli. Quello fu il segnale per iniziare il massacro.
Quando Yitzhak Wittenberg, leader del Fareynikte Partizaner Organizatsye (FPO), fuggì dalla custodia della polizia del ghetto ebraico, Kittel emise un ultimatum affermando che se Wittenberg non si fosse arreso, l'intero ghetto sarebbe stato liquidato. Wittenberg si costituì e fu trovato morto il 16 luglio, forse a causa di un suicidio da cianuro.
Il 24 luglio, un gruppo di 21 membri della FPO, il cosiddetto gruppo Leon, lasciò il ghetto per andare a tagliare la legna in un campo di lavoro vicino a Naujoji Vilnia con lo scopo di fuggire dal ghetto; nove uomini furono uccisi in un'imboscata tedesca, la vendetta tedesca portò all'esecuzione di 32 parenti dei nove uomini il 27 luglio e la liquidazione del campo di lavoro il 28 luglio. Kittel annunciò inoltre che sarebbero state imposte nuove punizioni collettive per impedire tali fughe: i tedeschi avrebbero giustiziato i membri della famiglia e persino i vicini di chiunque fosse fuggito.
L'ordine di liquidare il ghetto fu dato da Rudolf Neugebauer, comandante dell'Einsatzkommando 3. Kittel supervisionò la liquidazione del ghetto il 23 e 24 settembre 1943. Gli ebrei rimasti furono deportati nel campo di concentramento di Klooga in Estonia (circa 2.000 uomini), nel campo di concentramento di Kaiserwald in Lettonia (circa 1.400-1.700 giovani donne) mentre gli altri furono trasportati nei campi di sterminio, principalmente ad Auschwitz (circa 5.000-7.000 persone inabili al lavoro). Durante la liquidazione del ghetto, Kittel ordinò di portare un pianoforte in cortile e continuò a suonarlo con la mano sinistra mentre sparava con la mano destra a un ragazzo ebreo che implorava pietà.
Dopo la liquidazione del ghetto di Vilnius, Kittel visitò i restanti campi di lavoro e terrorizzò i loro detenuti. Il 15 ottobre, ispezionò il campo di lavoro forzato di Kailis e deportò 30 ebrei per l'esecuzione a Ponary. Alla fine del 1943, i tedeschi arrestarono una coppia fuggita dal campo di lavoro forzato HKP 562. Kittel organizzò l'impiccagione pubblica della coppia e della loro figlia, ma il cappio si strappò: sparò personalmente all'uomo e alla donna, un altro uomo della Gestapo sparò al bambino. A dicembre, Kittel chiese l'ubicazione di Salk Dessler, vice di Jacob Gens, scappato dal ghetto. Dessler fu tradito da un ex poliziotto ebreo e arrestato insieme ad altri 30 ebrei: la maggior parte di loro fu giustiziata. Dopo la liquidazione del ghetto di Vilnius, Kittel fu inviato al nuovo campo di concentramento di Kovno, nel riorganizzato ghetto di Kovno come collegamento tra il comandante delle SS nel ghetto e la Gestapo nella città di Kaunas.
Il 27 marzo 1944 Kittel partecipò alla Kinderaktion nel ghetto, un rastrellamento di circa 1.700 persone, tra bambini e anziani, successivamente assassinati. Durante la Kinderaktion, Kittel interrogò i poliziotti ebrei sulla loro assistenza ai partigiani ebrei e ne scelse 33 per l'esecuzione al Nono Forte.